# Correlatiematrix
Een correlatiematrix is in de kansrekening en statistiek een matrix met als elementen de paarsgewijze correlatiecoëfficiënten van een {\displaystyle m}-tal toevalsvariabelen of hun schattingen. Een correlatiematrix hangt nauw samen met de overeenkomstige covariantiematrix, en kan direct daaruit berekend worden.

## Definitie
De correlatiematrix van de vector stochastische variabelen {\displaystyle X=(X_{1},X_{2},\ldots ,X_{m})} is gedefinieerd door:
{\displaystyle \mathrm {corr} (X)=(\rho (X_{r},X_{k}))={\begin{bmatrix}1&\rho _{12}&\cdots &\rho _{1m}\\\rho _{21}&1&\cdots &\rho _{2m}\\\vdots &\vdots &\ddots &\vdots \\\rho _{m1}&\rho _{m2}&\cdots &1\end{bmatrix}}},
waarin {\displaystyle \rho _{rk}} de correlatiecoëfficiënt van {\displaystyle X_{r}} en {\displaystyle X_{k}} is.

## Eigenschappen
- Een correlatiematrix is symmetrisch en positief-semidefiniet;
- Als alle stochastische variabelen {\displaystyle X_{i}} onderling onafhankelijk zijn, dan is hun correlatiematrix positief-definiet.

## Steekproef
Een correlatiematrix kan uit een steekproef geschat worden door de matrix van de schattingen {\displaystyle r_{rk}} van de correlatiecoëfficiënten. 